# Euphorbia pseudohirsuta
Euphorbia pseudohirsuta är en törelväxtart som beskrevs av Peter Vincent Bruyns. Euphorbia pseudohirsuta ingår i släktet törlar, och familjen törelväxter. Inga underarter finns listade i Catalogue of Life.